# امیر حمزه
امیر حمزه (انگلیسی: Amir Hamzah؛ ۲۸ فوریهٔ ۱۹۱۱ – ۲۰ مارس ۱۹۴۶) یک زبان‌شناس اهل اندونزی بود.